# Elena Congost Mohedano
Elena Congost Mohedano (nascida em 20 de setembro de 1987) é uma atleta paralímpica espanhola da categoria T12. Elena Congost possui deficiência visual degenerativa e atualmente vive em Barcelona, na Espanha, onde nasceu e onde leciona. Em 2013, foi condecorada com a medalha de prata da Real Ordem ao Mérito Esportivo.
Aos vinte e quatro anos, Elena foi aos Jogos Paralímpicos de 2012, realizados em Londres, onde obteve a medalha de prata na corrida de 1500 metros. Nos Jogos Paralímpicos de Verão de 2016, realizados no Rio de Janeiro, conquistou o bronze na maratona da categoria T12 com 3h1min43s.
Disputou o Campeonato Mundial de Atletismo Paralímpico de 2011, onde obteve a prata na corrida de 1500 metros da categoria T12.